# 盛𡐓镇
盛𡐓镇，是中华人民共和国湖北省襄阳市谷城县下辖的一个乡镇级行政单位。

## 行政区划
盛𡐓镇下辖以下地区：
竹园街社区、前后街社区、贾庙村、傅湾村、双堰村、柳家铺村、周湾村、张棚村、庙子头村、江家梁村、黄岗村、土地岭村、后营村、王家井村、筒车村、小沟村、凉水泉村、艾家畈村、刘家畈村、当铺村、三官庙村、大王庙村、绿洼村、凤凰村、莲花石村、蒋家岭村、陈湾村和甘坪沟村。